# Centre Recreatiu de Carme
El Centre Recreatiu de Carme és un edifici del municipi de Carme (Anoia) protegit com a bé cultural d'interès local.

## Descripció
Es tracta d'un edifici de planta rectangular i coberta a doble vessant, conformat per tres cossos: un de central, més estret i vertical, amb una gran balconada balustrada al primer pis i una porta principal d'arc rebaixat; i dos cossos laterals, un xic més baixos que el central, amb tres finestres en planta baixa i tres més al primer pis. Totes les obertures, així com el ràfec i les separacions verticals entre els cossos, són fetes de maó. El conjunt està pintat de blanc i presenta una marcada simetria. Presenta dos cossos laterals amb un sòcol de pedra irregular a la part baixa.
El coronament actual, fet de totxo, és posterior a l'obra original.
El cos central, molt estret, emmarca l'entrada principal a l'equipament, a la qual s'accedeix amb una escala que compta amb cinc graons. La porta dona a una sala que fa de distribuïdor, i on hi havia el despatx de taquilla. Per una banda, des d'aquest espai, s'accedia al cos lateral dret, que era l'antiga cafeteria, avui llar d'infants (actualment la porta està tapiada). Per una altra s'accedia al cos esquerre, que era la sala d'actes. Els dos cossos són rectangulars i paral·lels, essent l'esquerre molt més llarg perquè acaba rematat per la caixa escènica. D'aquesta manera, el cos central només aixopluga la sala i uns espais al primer pis just a sobre, als quals s'accedeix per una escala integrada en un nou cos paral·lel al llarg de la paret esquerra. En aquest espai del primer pis s'ubicava la sala noble o social de l'antiga societat recreativa.
El cos lateral esquerre, més llarg com hem dit, té la típica estructura de teatre envelat. La sala servia tant per a ball com per a teatre. El sostre va ser reformat amb fibra de vidre i no deixa veure les encavallades de fusta. Hi destaca el paviment de mosaic hidràulic.
El teatre conserva les antigues tramoies i camerinos.
El cos lateral dret consta d'una única planta i allí hi havia la cafeteria. Dona a un pati. Actualment acull la guarderia municipal. La paret que dona al pati mostra l'aparell de maçoneria irregular de pedruscall lligat amb argamassa, amb les cantoneres i les obertures arquitectòniques emmarcades amb totxo. Aquest acabat contrasta amb l'arrebossat de la façana principal.
L'edifici ha anat patint diferents transformacions al llarg del temps.

## Història
No hi ha documents que ens diguin la data en què fou construït el Centre Recreatiu de Carme. Tanmateix, la construcció d'aquest immoble caldria situar-la dins el primer quart del segle xx.
Abans de la Guerra Civil a Carme hi havia dos centres socials: el d'esquerres, anomenat Centre Popular de Carme, i el de dretes, anomenat Centre Recreatiu (i objecte d'aquest article). En el centre d'esquerres s'hi aplegaven els treballadors i en el de dretes els propietaris i fabricants, i existia una gran rivalitat entre totes dues societats, que estaven situades en el mateix carrer, davant per davant.
El Centre Recreatiu de Carme acollia dues entitats: el "Centro Cooperativo Obrero", constituït el 1922, i la "Asociación Recreativa", fundada el 1925. El primer tenia una finalitat social (instrucció, esbarjo, biblioteca, activitats culturals...), però la seva funció principal era la de cooperativa; mentre que la "Asociación Recreativa", com el seu nom indica, es dedicava a qüestions lúdiques, com ara funcions de ball i teatre.
Actualment el Centre Recreatiu és propietat de l'Ajuntament i bàsicament se n'utilitza la sala principal per a fer representacions de teatre, celebracions tradicionals, actes lúdics, etc El municipi, però, compta amb un nou equipament cultural edificat en el lloc que ocupava el Centre Popular, el Casal de Carme.